# Monte Largo
Monte Largo ist ein Dorf auf der zu Kap Verde gehörenden Insel Fogo. Es liegt unweit des südlichen Randes des Kraters des Vulkans Pico do Fogo, der Hauptsehenswürdigkeit der Insel, blieb jedoch bei den letzten Ausbrüchen von 1951 und 1995 von Zerstörungen verschont. Auf Kreolisch wird der Ort Monti Largu genannt, was auf Deutsch wörtlich „Langer Berg“ bedeutet.

## Infrastruktur

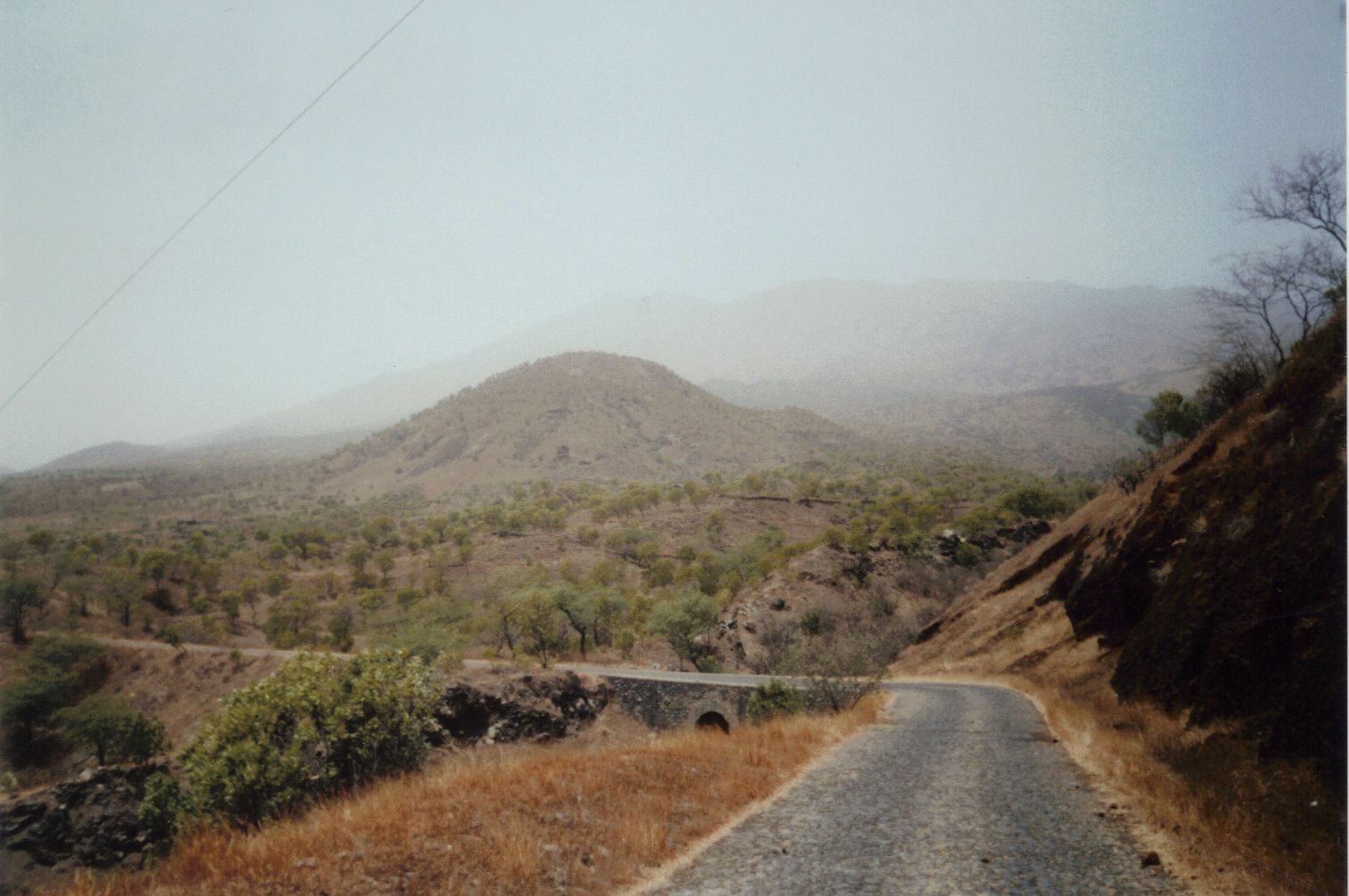
Blick von Monte Largo zum Krater des Pico do Fogo.

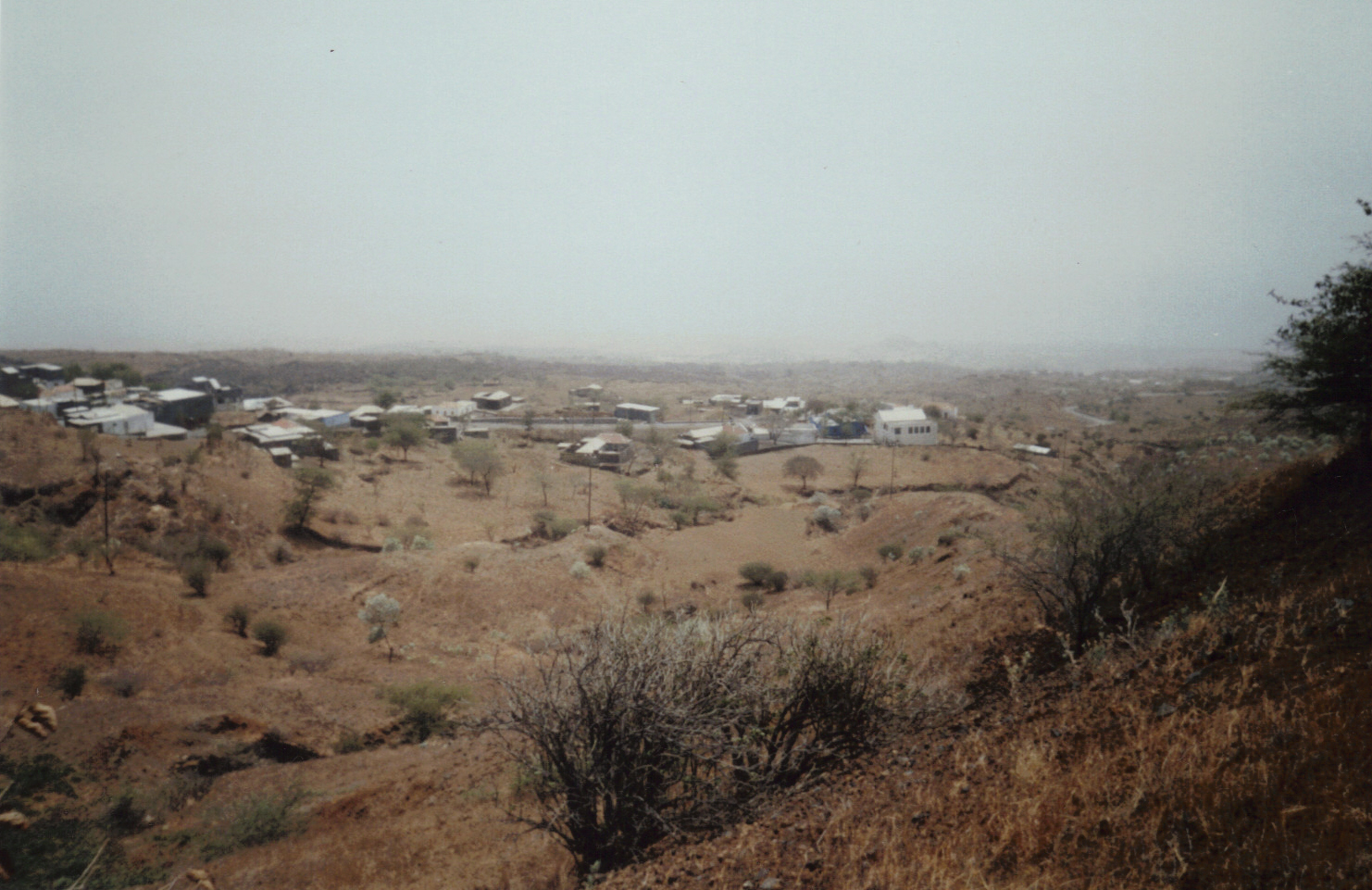
Gesamtansicht von Monte Largo.

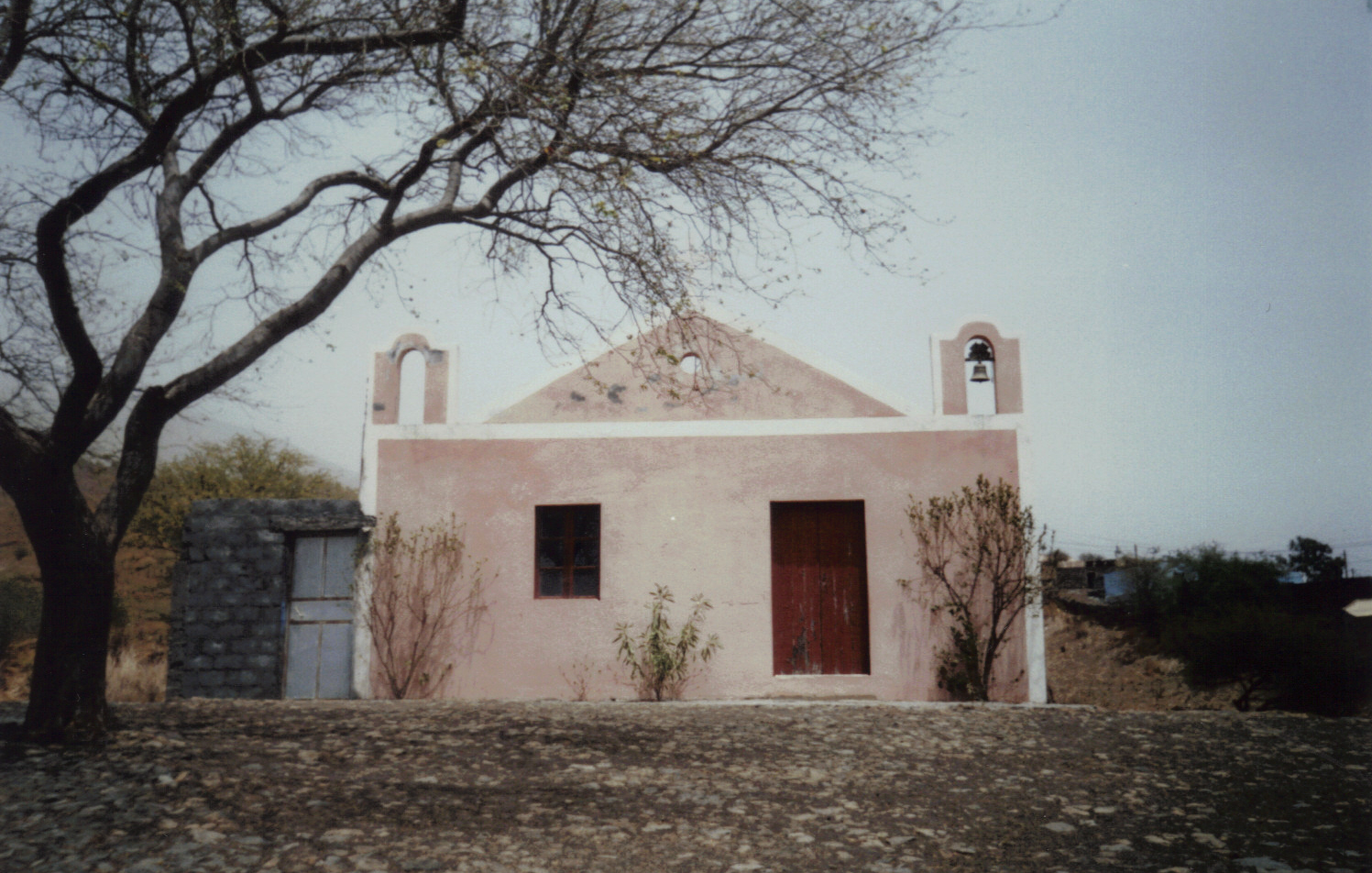
Kirche.

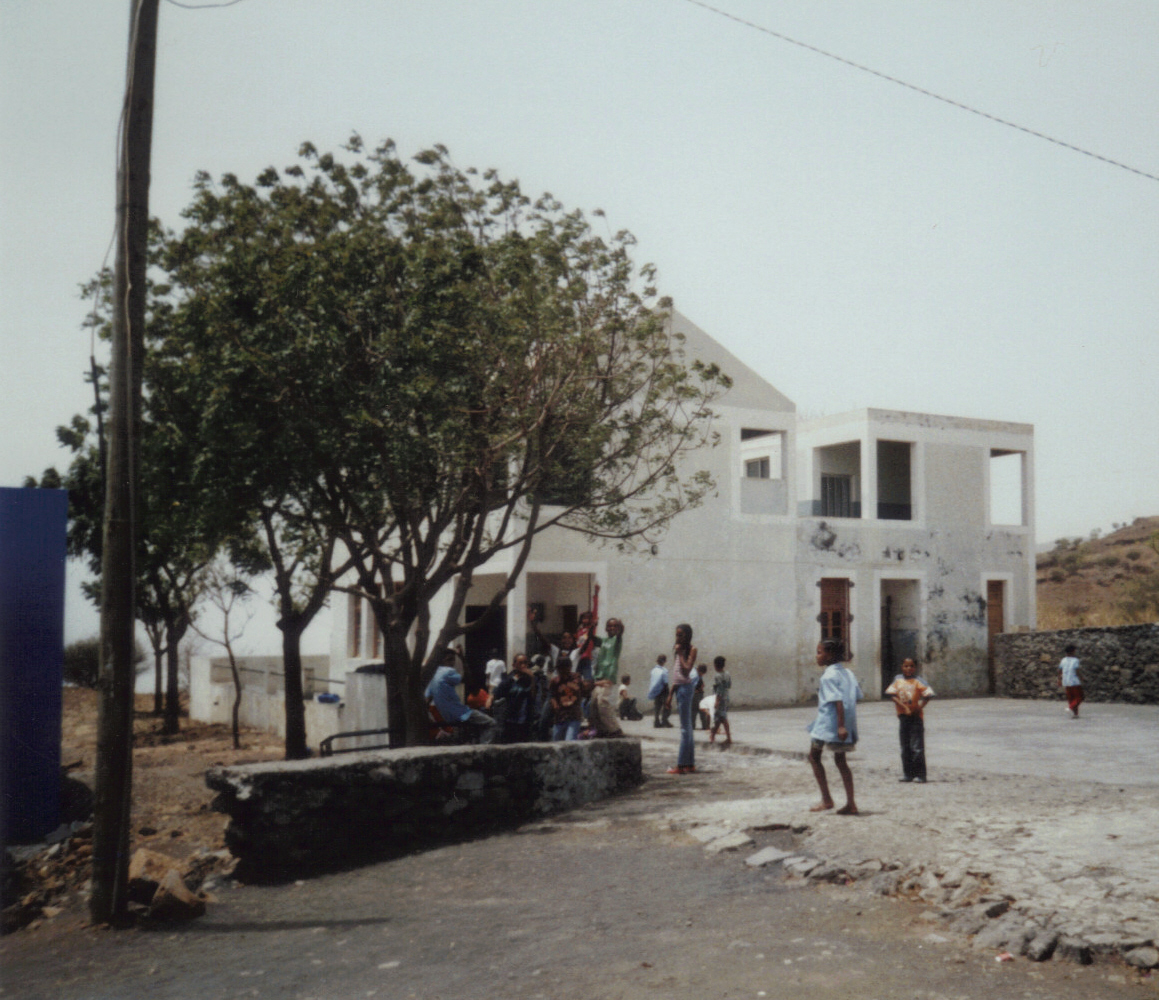
Schule.

Mit der rund 20 km entfernten Inselhauptstadt São Filipe, die südwestlich von Monte Largo liegt, und mit der touristisch bereits  relativ gut erschlossenen Region des 2003 gegründeten Naturparks Parque Natural do Fogo ist Monte Largo über eine gut ausgebaute und bei jedem Wetter befahrbare Straße verbunden. Mehrmals am Tag (nicht an Sonn- oder Feiertagen) ist das Dorf von São Filipe aus mit den für die Kapverden typischen Aluguer-Bussen zu erreichen. Sie verkehren auf einer bestimmten Route, allerdings nicht nach einem festen Fahrplan, sondern fahren ab, sobald sich genügend Fahrgäste eingefunden haben.
In São Jorge gibt es eine Schule, eine einfache Gaststätte und Einkaufsmöglichkeiten für den täglichen Bedarf, jedoch zurzeit noch keine Unterkünfte für Touristen. Der Ort besteht zum größten Teil aus einstöckigen Häusern mit einem Flachdach oder Walmdach, doch wurden in den letzten Jahren auch verschiedene mehrstöckige Neubauten errichtet, deren Besitzer allerdings nicht alle auf den Kapverden leben.
Da sich in den letzten Jahren in gewissem Umfang ein Kultur- und Naturtourismus auf Fogo entwickelt hat, könnte der Fremdenverkehr für das Dorf in absehbarer Zeit zu einer zusätzlichen Einnahmequelle werden. Die Entfernung zum Pico do Fogo und zum Parque Natural do Fogo beträgt nur rund zehn Kilometer.

## Sehenswürdigkeiten
Die Kirche von Monte Largo ist sehenswert und lohnt auf der Fahrt zum Parque Natural do Fogo einen Zwischenstopp.
Die Landschaft um Monte Largo herum ist auffallend grün: Die Insel Fogo erhält von allen Inseln der Kapverden den meisten Niederschlag. Monte Largo liegt an der Südseite des Vulkankegels in einer für kapverdische Verhältnisse relativ dicht bewachsenen Region. Außerdem wurde hier in den letzten Jahrzehnten erheblich aufgeforstet, um der Erosion Einhalt zu gebieten. Die meisten Einwohner Monte Largos leben von der Landwirtschaft, die teilweise mit Hilfe von Tröpfchenbewässerung erfolgt. Sie ist für die Kapverdischen Inseln, auf denen nur rund ein Zehntel der benötigten Nahrungsmittel produziert werden, von immenser Bedeutung. Auf den in vielen Fällen zum Schutz vor der Erosion von Mauern umgebenen Feldern von Monte Largo werden hauptsächlich Kartoffeln, Mais und Gemüse angebaut. Auch Papayas und Tamarinden gedeihen hier gut. Da das Regenwasser in dem porösen Boden schnell versickert und es auf Fogo keine Flüsse gibt, gewinnt man das Wasser durch Tiefbohrungen, die anfangs mit Hilfe der Deutschen Gesellschaft für technische Zusammenarbeit durchgeführt wurden.